# Сільський округ Мартбека Мамираєва
Мартбе́ка Мамира́єва сільський округ (каз. Мартбек Мамыраев ауылдық округі, рос. Мартбека Мамыраева сельский округ) — адміністративна одиниця у складі Каркаралінського району Карагандинської області Казахстану. Адміністративний центр — село Акжол.
Населення — 702 особи (2021; 1043 у 2009, 1725 у 1999, 2076 у 1989).
Станом на 1989 рік існувала Акжольська сільська рада (села Акжол, Беталис, Жананегіз, Пригородне, селище Роз'їзд № 9). 2007 року були ліквідовані село Беталис та селище Роз'їзд 9.

## Склад
До складу округу входять такі населені пункти:
| Населений пункт             | Населення, осіб (1989) | Населення, осіб (1999) | Населення, осіб (2009) | Населення, осіб (2021) |
| --------------------------- | ---------------------- | ---------------------- | ---------------------- | ---------------------- |
| Акжол, село                 | 1463                   | 1362                   | 892                    | 617                    |
| Акжол, село                 | 166                    | -                      | -                      | -                      |
| Беталис, село               | 170                    | 105                    | -                      | -                      |
| Жананегіз, село             | 223                    | 201                    | 151                    | 85                     |
| Роз'їзд 9, станційне селище | 54                     | 57                     | -                      | -                      |